# Al-Mazrufa
Al-Mazrufa (arab. المزروفة) – wieś w Syrii, w muhafazie Aleppo. W 2004 roku liczyła 288 mieszkańców.